# پفی‌مرغ شکم‌نخودی
پفی‌مرغ شکم‌نخودی (نام علمی: Notharchus swainsoni) نام یک گونه از سرده تنبل‌خان‌ها است.